# Cecidomyia
Cecidomyia is een geslacht van insecten uit de familie Cecidomyiidae (galmuggen).

## Beschrijving
Dit geslacht heeft een lichtbruin lichaam met zeer lange, dunne poten, draaddunne antennen en rokerig bruine vleugels en veroorzaakt gallen op planten.

## Soorten
- Cecidomyia bisetosa Gagné, 1978
- Cecidomyia brevispatula Gagné, 1978
- Cecidomyia candidipes Foote, 1965
- Cecidomyia fortunactus Gagné, 1978
- Cecidomyia harrisi Nijveldt, 1987
- Cecidomyia japonica Nijveldt, 1987
- Cecidomyia lamellata Gagné, 2008[2]
- Cecidomyia magna (Möhn, 1955)
- Cecidomyia mesasiatica (Mamaev, 1971)
- Cecidomyia phagwariae Nijveldt, 1987
- Cecidomyia pini (De Geer, 1776)
- Cecidomyia piniinopis Osten Sacken, 1862
- Cecidomyia pumila Mamaev & Efremova, 1994
- Cecidomyia reburrata Gagné, 1978
- Cecidomyia resinicola (Osten Sacken, 1871)
  - = Diplosis resinicola Osten Sacken, 1871
  - = Retinodiplosis palustris Felt, 1915
  - = Cecidomyia reeksi Vockeroth, 1960
- Cecidomyia resinicoloides Williams, 1909
- Cecidomyia sarae Nijveldt, 1987
- Cecidomyia tortilis Gagné, 1978
- Cecidomyia yunnanensis Wu & Zou, 1989

### Synoniemen
Onder de geslachtsnaam Cecidomyia zijn zeer veel synoniemen bekend. De volgende lijst is niet uitputtend:
- Cecidomyia albitarsis Felt, 1918 = Cecidomyia candidipes Foote, 1965
- Cecidomyza laterella Zetterstedt, 1838 = Cecidomyia pini (De Geer, 1776)
- Cecidomyia pinimaritimae Dufour, 1838 = Cecidomyia pini (De Geer, 1776)
- Cecidomyia pilosa Bremi, 1847 = Cecidomyia pini (De Geer, 1776)
- Cecidomyia inopis Felt, 1912 = Cecidomyia piniinopis Osten Sacken, 1862
- Cecidomyia banksianae Vockeroth, 1960 = Cecidomyia piniinopis Osten Sacken, 1862
- Cecidomyia accola Vockeroth, 1960 = Cecidomyia resinicoloides Williams, 1909